# Vasconcellea microcarpa
Vasconcellea microcarpa är en tvåhjärtbladig växtart. Vasconcellea microcarpa ingår i släktet Vasconcellea och familjen Caricaceae.

## Underarter
Arten delas in i följande underarter:
- V. m. australis
- V. m. baccata
- V. m. heterophylla
- V. m. microcarpa
- V. m. pilifera